# Alopias grandis
Alopecias grandis
Espèce
Synonymes
- Alopecias grandis Leriche, 1942

Alopias grandis est une espèce fossile de grands requins lamniformes de la famille des Alopiidae ayant vécu durant le Miocène moyen dans ce qui actuellement l'Est des États-Unis et peut-être même l'Europe. Il s'agit d'un grand représentant du genre, ayant une taille estimé comme étant similaire à celui du grand requin blanc actuel.

## Découverte et fossiles

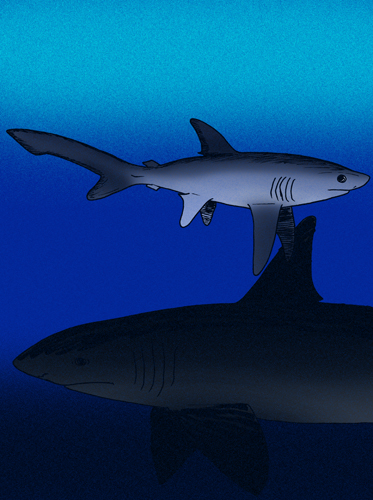
Reconstitution d'Alopias grandis (en haut), comparé avec un mégalodon (en bas).

L'espèce A. grandis a été nommée en 1942 par le paléontologue français Maurice Leriche sous le protonyme d'Alopecias grandis à partir d'une dent provenant de la formation de Calvert (en), situé dans le Nord-Est des États-Unis,. Cette espèce a été plus tard transférée dans le genre Alopias.  
D'autres fossiles de l'espèce seront découverts dans le comté de Beaufort, toujours aux États-Unis. Des spécimens attribués ont même été découverts à Malte.

## Description
Les estimations calculées à partir de comparaisons de dents suggèrent que l'animal aurait été d'une taille comparable au grand requin blanc existant. Il est d'ailleurs peu probable que le requin possédait le lobe de queue allongé des requins-renards actuels. Certains spécimens datant du Burdigalien montrent des débuts de dentelures, qui sont vraisemblablement des individus de transition entre A. grandis et A. palatasi.

## Publication originale
- Maurice Leriche, « Contribution à l'étude des faunes ichtyologiques marines des terrains tertiaires de la plaine côtière Atlantique et du centre des États-Unis », Mémoires de la Société Géologique de France (Nouvelle Série), vol. 45,‎ 1942, p. 1-111 (ISSN 0369-2027, BNF 32375564).